# Anthus antarcticus
La pispola della Georgia del Sud, nota anche come pispola antartica (Anthus antarcticus Cabanis, 1884) è un uccello passeriforme della famiglia Motacillidae, endemico dell'isola della Georgia del Sud, che geograficamente è parte dell'Antartide. È l'unico uccello canoro dell'Antartide e l'unico passeriforme della Georgia del Sud.